# Antistreptolysin O
Als Antistreptolysin O, kurz ASLO, ASO oder ASL werden Antikörper gegen Streptolysin O bezeichnet.
Nach Infektion mit β-hämolysierenden Streptokokken bilden sich Antikörper gegen Streptolysin O. Die Konzentration dieser Antikörper wird durch den ASLO-Titer, genannt auch Antistreptolysintiter, angegeben. Der Referenzbereich liegt bei 0 bis 200 IE/ml. Erhöhte Werte sind eine bis drei Wochen nach der Infektion nachweisbar, der Höhepunkt nach drei bis sechs Wochen.
Erhöhte Werte deuten auf eine überwundene Infektion mit Streptokokken hin.
Nach einem richtig behandelten Streptokokkeninfekt sollte dieser Wert langsam sinken. Ist dies nicht der Fall, so ist nach chronischen Entzündungsherden (auch Fokus genannt) der Mandeln, Zähne, Nasennebenhöhlen u. a. zu suchen.
Ein negativer Befund schließt einen Streptokokkeninfekt (besonders der Haut) nicht aus. Eine leichte bis mittlere Erhöhung könnte auch durch eine lang zurückliegende Infektion verursacht sein. Bei lange zurückliegenden Infektionen ändert sich der ASLO-Spiegel nur noch wenig.
Streptolysin O kann Reaktionen in der Herzinnenhaut (Endokarditis oder Herzklappenentzündung), Nierenentzündung (Glomerulonephritis) oder in den Gelenken (Rheumatische Reaktionen) hervorrufen.
Die Höhe des Antistreptolysin-Titers (AST) korreliert bei gesunden Probanden laut einer Studie an 87 Gesunden nicht mit der Höhe des hsCRP (als Parameter für die Entzündungsaktivität). Die Prävalenz asymptomatischer Träger von Gruppe-A-Streptokokken ("GAS") schwankt in der Literatur erheblich und liegt bei 6–40 %. Somit ist eine Kontrolle des AST nach einer durchgemachten GAS-positiven Tonsillitis zur Beurteilung des Therapieerfolges nicht sinnvoll.